# Centro de Estudios Políticos y Constitucionales
El Centro de Estudios Políticos y Constitucionales (CEPC) es un organismo público español, adscrito al Ministerio de la Presidencia, Justicia y Relaciones con las Cortes, cuya misión es analizar la realidad jurídica y sociopolítica mundial, prestando especial atención a aquellas cuestiones relativas al derecho español y a las instituciones iberoamericanas, así como a las relaciones de estos países con Europa.

## Historia
Tiene su origen en el antiguo Instituto de Estudios Políticos del franquismo. Adolfo Suárez encargó a Fernando Prieto Martínez la transformación del Instituto de Estudios Políticos en un centro de análisis politológicos encargado de preparar la democracia, convirtiéndose en su primer director y creándose el llamado Centro de Estudios Constitucionales en 1977. Este organismo, durante los años ochenta y noventa, fue dirigido sucesivamente por Elías Díaz, Francisco Javier Laporta, Luis Aguiar y, durante los gobiernos de José María Aznar, por Carmen Iglesias.
En 1997 se transformó en el actual Centro de Estudios Políticos y Constitucionales. En mayo de 2004, tras la victoria del Partido Socialista Obrero Español en las elecciones generales, fue elegido director general José Álvarez Junco. El 19 de mayo de 2008 tomó posesión del cargo como directora general del centro Paloma Biglino Campos. Del 1 de febrero de 2012 a julio de 2018 estuvo al frente del CEPC Benigno Pendás García. El 20 de julio de 2018 fue nombrada directora Yolanda Gómez Sánchez que cesó del cargo el 25 de septiembre de 2023. El Consejo de Ministros nombró el 23 de enero de 2024 directora del CEPC a Rosario García Mahamut.

## Sede
La sede del organismo es el Palacio de Godoy o Palacio del Marqués de Grimaldi, declarado en 1962 Monumento Histórico Artístico y situado en el número 9 de la Plaza de la Marina Española, en Madrid.

## Editorial
La editorial del Centro de Estudios Políticos y Constitucionales se encuentra entre las 25 mejores editoriales de literatura científica de España, según estudios realizados por el Grupo EC3 de la Universidad de Granada, que elabora el índice Publishers Scholar Metrics (PSM), y por el Grupo de Investigación sobre el Libro Académico (ILIA) del CSIC, que elabora el Scholarly Publishers Indicators (SPI). Ambos índices miden la calidad de las editoriales españolas.
Publicaciones
El organismo edita las siguientes revistas:
- Anuario Iberoamericano de Justicia Constitucional
- Derecho Privado y Constitución
- Revista de Administración Pública
- Revista de Derecho Comunitario Europeo
- Revista de Estudios Políticos
- Revista Española de Derecho Constitucional
- Historia y Política
- IgualdadES

El organismo también guarda el archivo electrónico de:
- Revista de Instituciones Europeas
- Revista de Política Social
- Revista de Economía Política
- Cuaderno de Estudios Africanos
- Revista de Política Internacional
- Revista de Estudios Internacionales
- Revista del Centro de Estudios Constitucionales

El organismo también colabora en las publicaciones:
- Revista de Historia Económica / Jorunal of Iberian and Latin América Economic
- Historia Constitucional